# Bailamos
«Bailamos» (с исп. — «Мы танцуем») — дебютный сингл испанского поп-певца Энрике Иглесиаса из альбома Enrique, выпущенный на лейбле Interscope Records в августе 1999 года. «Bailamos» — первая песня Иглесиаса, записанная на спанглише (смесь английского и испанского языков).

## Общая информация
Изначально песня была включена на альбом «Cosas del Amor», и выпущена синглом в некоторых Латинских странах. После просмотра одного из концертов Иглесиаса, Уилл Смит попросил Энрике включит эту песню как саундтрек к фильму «Дикий, дикий Запад». Спустя некоторое время песня стала лидировать в чартах американских поп-радиостанций, а после сингл был выпущен во всём мире.
В США выпуск сингла ассоциировался с «латиноамериканской волной», которая началась после выпуска синглов Рики Мартина «Livin` La Vida Loca» и Марка Энтони «I Need To Know». После успеха сингла «Bailamos», был заключён контракт с лейблом «Interscope Records» и решено выпустить англоязычный альбом «Enrique».
Существуют две версии песни:
- оригинальная, первоначально выпущенная синглом с альбома «Cosas del Amor» в Латинских странах, которая и использовалась как саундтрек к фильму «Дикий, дикий Запад».
- альбомная версия, которая отличается от оригинальной, выпущена синглом в США, включена в альбом «Enrique».

## Список композиций
Великобритания; CD1
1. «Bailamos» (Альбомная версия)
2. «Bailamos» (The Groove Brothers Remix)
3. «Bailamos» (Fernando’s Latin Mix)

Великобритания; CD2
1. «Bailamos» (The Groove Brothers Radio Edit)
2. «Bailamos» (Davidson Ospina Club Mix)
3. «Bailamos» (Video — Paul Hunter Remix)

Международный
1. «Bailamos» (Single Remix)
2. «Nunca Te Olvidaré»
3. «Bailamos» (The Groove Brothers Remix)

США
1. «Bailamos» (Harry Choo Choo Romero & Eric Morillo Vocal Mix)
2. «Bailamos» (Fernando G. Latin Mix)
3. «Bailamos» (Ospina Club Anthem Mix)
4. «Bailamos» (Pablo La Rosa Techno Dub)
5. «Bailamos» (Mijangos Recycled Dub)
6. «Bailamos» (Альбомная версия)

## Музыкальное видео
Клип на оригинальную версию песни был снят в Мексике. В клипе Иглесиас исполняет роль тореадора, который бежит от полицейских. На встречи ему попадаются девушки-танцовщицы фламенко, одна из которых преследует Энрике до конца клипа.
Клип на альбомную версию песни был снят Полом Хантером. В клипе Иглесиас исполняет роль бармена в ночном клубе, который смотрит на танцовщиц фламенко. Энрике пытается познакомиться с одной из танцовщиц, роль которой исполняет Стаси Флуд, но это не нравится мужчине, который пришёл вместе с ней. В конце клипа Энрике уходит из клуба вместе со Стиси Флуд.

## Позиции в чартах
| Чарт (1999—2004)                       | Высшая позиция |
| -------------------------------------- | -------------- |
| Австралия (ARIA)                       | 13             |
| Австрия (Ö3 Austria Top 40)            | 17             |
| Бельгия/Фландрия (Ultratop 50)         | 11             |
| Бельгия/Валлония (Ultratop 50)         | 6              |
| Канада (RPM Top Singles)               | 2              |
| Канада (RPM Adult Contemporary)        | 1              |
| Канада (RPM Dance/Urban)               | 3              |
| Czech Republic (IFPI)                  | 13             |
| Denmark (IFPI)                         | 8              |
| Europe (Eurochart Hot 100)             | 4              |
| Финляндия (Suomen virallinen lista)    | 18             |
| Франция (SNEP)                         | 6              |
| Германия (GfK)                         | 10             |
| Greece (IFPI Greece)                   | 6              |
| Hungary (Mahasz)                       | 2              |
| Iceland (Íslenski Listinn Topp 40)     | 8              |
| Ирландия (IRMA)                        | 15             |
| Italy (Musica e dischi)                | 12             |
| Нидерланды (Dutch Top 40)              | 4              |
| Нидерланды (Single Top 100)            | 4              |
| Новая Зеландия (Recorded Music NZ)     | 2              |
| Норвегия (VG-lista)                    | 3              |
| Шотландия (OCC Scotland)               | 8              |
| Испания (PROMUSICAE)                   | 1              |
| Швеция (Sverigetopplistan)             | 2              |
| Швейцария (Schweizer Hitparade)        | 8              |
| Великобритания (OCC UK Singles)        | 4              |
| США (Billboard Hot 100)                | 1              |
| США (Billboard Adult Contemporary)     | 14             |
| США (Billboard Adult Pop Airplay)      | 35             |
| США (Billboard Dance Club Songs)       | 1              |
| US Hot Dance Singles Sales (Billboard) | 3              |
| США (Billboard Hot Latin Songs)        | 1              |
| США (Billboard Pop Airplay)            | 4              |
| США (Billboard Tropical Airplay)       | 3              |

| Чарт (1999)                      | Позиция |
| -------------------------------- | ------- |
| Australia (ARIA)                 | 55      |
| Belgium (Ultratop 50 Flanders)   | 59      |
| Belgium (Ultratop 50 Wallonia)   | 26      |
| Canada Top Singles (RPM)         | 17      |
| Canada Adult Contemporary (RPM)  | 7       |
| Canada Dance/Urban (RPM)         | 23      |
| Europe (Eurochart Hot 100)       | 25      |
| France (SNEP)                    | 36      |
| Germany (Official German Charts) | 77      |
| Netherlands (Dutch Top 40)       | 23      |
| Netherlands (Single Top 100)     | 31      |
| New Zealand (Recorded Music NZ)  | 2       |
| Romania (Romanian Top 100)       | 5       |
| Sweden (Sverigetopplistan)       | 22      |
| US Billboard Hot 100             | 26      |

| Регион | Сертификация | Продажи  |
| --- | ------------ | -------- |
| Австралия (ARIA) | Золотой      | 35 000^  |
| Бельгия (BEA) | Золотой      | 25 000*  |
| Франция (SNEP) | Золотой      | 250 000* |
| Новая Зеландия (RMNZ) | Золотой      | 5000*    |
| Норвегия (IFPI Norway)                                                                                                   | Золотой      |          |
| Швеция (GLF) | Платиновый   | 30 000^  |
| Великобритания (BPI) | Серебряный   | 200 000^ |
| США (RIAA) | Золотой      | 700,000  |
| * Данные о продажах приведены только на основе сертификации. ^ Данные о тиражах приведены только на основе сертификации. |              |          |